# ماركوس سواريس
ماركوس سواريس (بالبرتغالية: Marcos Soares‏) هو متسابق يخت برازيلي، ولد في 16 فبراير 1961 في ريو دي جانيرو في البرازيل.

## وصلات خارجية
- ماركوس سواريس على موقع الاتحاد الدولي للملاحة الشراعية (موقع قديم) (الإنجليزية)
- ماركوس سواريس على موقع اللجنة الأولمبية الدولية (الإنجليزية)
- ماركوس سواريس على موقع أوليمبيديا (الإنجليزية)
- ماركوس سواريس على موقع اللجنة الأولمبية البرازيلية (البرتغالية)